# 隠山惟琰

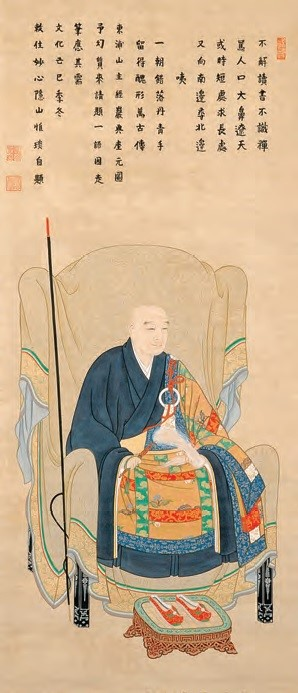
隠山惟琰頂相

隠山 惟琰（いんざん いえん、1751年（宝暦元年） - 1814年6月17日（文化11年4月29日））は、江戸時代後期の臨済宗妙心寺派の僧。峨山慈棹の法嗣で白隠慧鶴の法孫にあたる。卓洲胡僊と並び、現在の臨済禅の二つの法系のうち隠山系の祖となった。その禅風は峻厳と評される。

## 生涯
越前国大野郡石徹白村（現・岐阜県郡上市）に白山神社の宮司の子として生まれた。
1759年（宝暦9年）に美濃国洞戸興徳寺（岐阜県関市）住持の老山辨愚の下で出家する。1769年（明和3年）、岐阜の瑞昌寺に移り3年間修行した後、出遊して1772年（明和6年）に武蔵国宝林寺の月船禅慧の許で学ぶ。1776年（安永5年）に西国を行脚した後、1781年（天明元年）に老山辨愚が開山した洞戸梅泉寺の住持となる。その後、江戸へ上り峨山慈棹より白隠禅の薫陶を受け、39歳で大悟する。さらに1792年（寛政4年）、印可を受けた。
その後は峨山慈棹に従い清泰寺（岐阜県美濃市）、梅龍寺（岐阜県関市）等へ移った。峨山慈棹の下を辞した後は梅泉寺、梅龍寺の住持を務め、堅相寺（岐阜県山県市）を再建して後進の指導に当たる。
1804年（文化元年）に播磨国松源寺に隠棲するが、1806年（文化3年）に瑞龍寺（岐阜県岐阜市）に入り、その再建を行った。1808年（文化5年）に紫衣の勅許を得て、翌年には妙心寺開山関山慧玄の450年遠忌の導師を務める。1811年（文化8年）、瑞龍寺鶴棲院にて遷化。墓所も同寺にある。正灯円照禅師と諡された。著書に『隠山録』、『正灯円照禅師偈頌』がある。
多くの法嗣がいるが、中でも太原孜元、棠林宗寿、雪関紹珠及び顧鑑古范の4人を特に「隠山下四哲」と呼ぶ。

## 参考資料
- 『新版禅学大辞典』
- 『妙心寺 650年の歩み』